# BOU-VP-2/66
BOU-VP-2/66 es el nombre de catálogo, conocido comúnmente como cráneo de Bouri, cráneo de Daka o simplemente Daka, de los restos fósiles de un cráneo de Homo erectus de un antigüedad de un millón de años, dentro del Gelasiense (Pleistoceno) encontrados en el yacimiento de Bouri, Etiopía. El hallazgo fue realizado por Henry Gilbert el 27 de diciembre de 1997, y posteriormente descrito por B. Asfaw et al. en 2002.
Las iniciales BOU-VP del nombre corresponden a BOUri-Vertebrate Paleontology-2 a la localización concreta, siendo el último número el orden de hallazgo.

## Descripción
La calvaria se encuentra bien conservada y conserva gran parte de la base craneal. Las paredes parietales son muy verticales, recordando a Homo heidelbergensis. La morfología del cráneo de Daka encaja perfectamente dentro H. erectus, pero con caracteres mixtos entre Homo anteriores y posteriores, lo que denota un cambio evolutivo. Junto a la localización en el tiempo y en el espacio haría a H. erectus un ancestro de Homo sapiens.
La capacidad craneal se ha estimado en 986 cm³, una encefalización que no se volvería a ver hasta cientos de miles de años después con Homo ergaster

## Industria lítica
En las mismas unidades estratigráficas que los restos de Homo se han encontrado herramientas líticas de estilo achelense temprano.